# Celles-sur-Belle
Celles-sur-Belle è un comune francese di 3 868 abitanti situato nel dipartimento delle Deux-Sèvres nella regione della Nuova Aquitania.

## Società

### Evoluzione demografica
Abitanti censiti